# Araceli González Campa
Araceli González Campa es una presentadora y locutora de radio española.
Araceli González Campa es conocida por haber sido, junto con Fernando Argenta, presentadora del programa de Radio 1 de Radio Nacional de España Clásicos populares. González Campa se incorporó al programa en 1984 y participó en él hasta su prejubilación en 2008.
También presentó programas en Radio Clásica de Radio Nacional de España, como el Correo del oyente (anteriormente Buzón del oyente), donde se emiten las obras solicitadas por los oyentes de esta emisora. Tras la prejubilación de González Campa, el espacio pasó a ser presentado por Roberto Mendés. Tras cambiar de nombre a Música a la carta, fue dirigido y presentado, entre otros, por Mercedes Puente, Cristina Moreno y, desde 2021, Amaya Prieto.